# Хункос (Пуерто-Рико)
Хункос (ісп. Juncos, МФА: [ˈxuŋkos]) — муніципалітет Пуерто-Рико, острівної території у складі США. Заснований 2 серпня 1797 року.

## Географія
Хункос розташований у східній частині острову Пуерто-Рико.
Площа суходолу муніципалітету складає 68 км² (64-е місце за цим показником серед 78 муніципалітетів Пуерто-Рико).

## Демографія
Станом на 2010 рік на території муніципалітету мешкало 40 290 ос.
Динаміка чисельності населення:

## Населені пункти
Найбільші населені пункти муніципалітету Хункос:
| Населений пункт | Статус | Населення :   | Населення :   | Населення :   |
| Населений пункт | Статус | на 01.04.1990 | на 01.04.2000 | на 01.04.2010 |
| --------------- | ------ | ------------- | ------------- | ------------- |
| Ель-Манго       | Селище | 1 424         | 1 979         | 1 482         |
| Хункос          | Місто  | 9 132         | 8 978         | 7 564         |